# Развёртка графа
Развёртка графа — функция, заданная над вершинами ориентированного графа и удовлетворяющая ряду условий.
Определение. Функция {\displaystyle \phi (V)} называется обобщённой (строгой) развёрткой ориентированного графа {\displaystyle G=(V,E)}, если {\displaystyle \forall e\in E}, идущей от {\displaystyle v_{1}} к {\displaystyle v_{2}} выполняется неравенство {\displaystyle \phi (v_{1})\leq \phi (v_{2})(\phi (v_{1})<\phi (v_{2}))}.
Интересным свойством строгой развёртки является то, что она задаёт собой ярусно-параллельную форму графа, причём ярусами в такой ЯПФ являются поверхности уровня развёртки.
Известно, что у любого фрагмента алгоритма существует по крайней мере одна кусочно-линейная обобщённая развертка.
Строгие и обобщённые развёртки графа алгоритма используются для эффективного распараллеливания алгоритма по методике В. В. Воеводина.